# طريق الحج الشامي
طريق الحج الشامي أو درب الحج الشامي، يعتبر من طرق الحج المعروفة.

## منطلق طريق الحج
تعتبر دمشق منطلق قافلة الحج؛ فهي عاصمة بلاد الشام؛ ففيها يجتمع الركب تحت إمرة الخليفة أو من ينوب عنه إمرة الحج، ويقول ابن خرداذبة في هذا الشأن:«يخرج الحاج من دمشق إلى منزل إلى ذات المنازل»، ويعتبر ابن خرداذبة أقدم جغرافي مسلم سجل منازل الطرق بشكل عام، وطريق الحج الشامي بشكل خاص وذلك من دمشق إلى مكة المكرمة، وقد جاء بعده اليعقوبي و الحربي و ابن رستة وقدامة بن جعفر الأدريسي، وأما بقية الجغرافيين لم يتتبعوا المنازل كلها على طول الطريق من دمشق إلى المدينة المنورة، ولكنهم فصلوا في منازل الحجاز وما بين المدينة ومكة، وكان الحجيج يختار إحدى ثلاثة طرق تقع إلى الشرق من وادي الأردن وأودية البحر الميت، وأستمر تغير الطرق واختلاف المنازل حتى القرن السادس عشر حيث توحدت الطرق حين بدأ العثمانيون في بناء القلاع على طول الطريق الشامي، وانشأوا المستودعات الحافظة للمياه الصالحة للشرب.

## المراحل التي مر بها طريق الحج الشامي
- في عهد الأمويين كانت مواكب الحجيج تسير بانتظام إلى مكة، ولا يعكر صفوها إلا هجمات قطاع الطرق والثورات المحلية، ولقد سلك درب الحاج الشامي طريق القوافل القديمة بين مكة وبلاد الشام.
- في عهد العباسيين كان خلفاء بني العباس مهتمين بفريضة الحج، وقد حج الخليفة أبو جعفر المنصور والمهدي والرشيد عدة مرات، وقد كان اهتمامهم منصب بشكل رئيسي على طريق الحج العراقي درب زبيدة،إلاأن درب الحج الشامي أستمر كرافد يسلكه الحجيج، ولما أتى عصر الضعفاء من خلفاء العباس أختل الأمن ولا سيما في فترة ثورة القرامطة؛ فقطعوا طريق الحج وأخلوا بالأمن ونتيجة لتلك الفوضى تحول حجاج شمال العراق وغربه إلى درب الحج الشامي.
- في عهد الأتراك العثمانيين أمتد الأسلام في الشمال، وأخذ يغذي درب الحاج الشامي من مناطق أخرى في آسيا الصغرى وشبه جزيرة البلقان وفي بلاد الصرب والبلغار، ونظراً لتدفق الحجاج عبر هذا الطريق جعل العثمانيون يهتمون بتحسين الطريق وتشييد القلاع لحراسته، وحفر الآبار وبناء البرك والخزانات، وهكذا اهتم المماليك بإصلاح درب الحاج المصري، والعباسيين اهتموا بإصلاح درب زبيدة، والعثمانيين اهتموا بإصلاح درب الحاج الشامي.[2] وعمومًا تعد قافلة الحج الشامي هي القافلة الرسمية للدولة العثمانية، فهي الأكبر من بين قوافل الحج البرية، حيث تضم حجاج بلاد الشام والجزيرة وأذربيجان والقوقاز والقرم والأناضول والبلقان وحجاج إسطنبول نفسها، وكان عددهم يتراوح بين الثلاثين والخمسين ألفًا. وقد كان السلطان العثماني يشرف بنفسه على ترتيب وإعداد هذه القافلة وخروجها من مدينة إستانبول. وكانت القافلة تقطع الطريق التجاري حتى تصل إلى دمشق، ومنها إلى أراضي الموآبيين القدماء، ومن بلاد معن عبر صحراء مزريب إلى مدائن صالح حتى تصل القافلة إلى المدينة المنورة. وكان السلطان العثماني يصدر أوامره إلى الولاة لتسهيل مهمة مرور القافلة، وأن يتولوا مهام حراستها حتى تصل إلى حدود الولاية المجاورة، فيتولى الوالي الجديد استقبالها وتأمين مسيرتها عبر ولايته، حتى تصل سالمة إلى نهاية ولايته وهكذا. وقد كانت القافلة وعلى رأسها أمير الحج تعبر هذه الولايات وسط حفاوة واهتمام بالغ، ويتسلم أمير الحج بصك شرعي أموال الأوقاف والهدايا المرسلة إلى أهالي الحرمين الشريفين، وإلى الحرمين الشريفين ذاتهما، من بسط وتحَف ومصابيح وشمعدانات ومواد غذائية وما شابه ذلك.[3]

## الطريق وسكة حديد الحجاز
تطورت المواصلات، وكان لأبد من إنشاء طريق يربط الأماكن المقدسة بدمشق واسطنبول لتيسير وصول الحجاج الأتراك والشوام، فحتى عام 1326هـ كان لا يزال درب الحاج الشامي يُستخدم كطريق إلى البقاع المقدسة، وكان الحجاج يقطعون المسافة بين دمشق والمدينة المنورة في أكثر من شهر، وفي عام 1318هـ أعلن السلطان العثماني عبدالحميد الثاني الرغبة في مد خط حديد الحجاز تأميناً لراحة الحجاج، وبالفعل استغرق إنجازه ثمان سنوات، وفي سنة 1318هـ فُرضت إعانة للخط الحديدي يقوم بدفعها الحجاج في مكة، وكان مقدارها ريال عن كل حاج، وفي أعقاب الحرب العالمية الأولى وقيام الثورة الحجازية ضد الأتراك بدأ نسف بعض مناطق الخط الحديدي في محطة ابي النعم في شمالي المدينة المنورة، ثم ضُرب الخط عند المدرج وتوالت عمليات التخريب، وتوقف الخط نهائياً في نهاية الحرب العالمية الأولى.

## منازل طريق الحج الشامي
- الكُسوة
- دنُون
- غباغب
- صنمين
- الشيخ منسكين إشمكين
- الميزريب
- درعا
- الرمثا
- المفرق
- الزرقاء
- خان الزبيب
- البلقاء
- قطرانة
- الحساء
- عنيزة
- معان
- بطن الغول
- المدورة
- حالة عمار
- ذات الحاج
- بئر ابن هرماس
- تبوك.[5]

## روافد طريق الحج الشامي
كان لطريق الحج الشامي رافدين هما:
- رافد رئيسي يبدأ من دمشق إلى معان وتبوك ثم المدينة المنورة
- رافد ثانوي يبدأ من جنوب فلسطين إلى العقبة ويلتقي بدرب الحاج الشامي المصري ثم ساحل البحر الأحمر إلى ينبع ثم المدينة المنورة ثم مكة المكرمة، وعرف هذا الدرب في الأراضي الفلسطينية بدرب غزة.[6]

## وصلات خارجية
- شاهد بالصور ..«سبق» ترصد قصة قافلة الحج الشامي عبر العصور.